# Anna-Lena Frömming
Anna-Lena Frömming (* 18. Februar 1995) ist eine deutsche Taekwondoin.

## Sportliche Laufbahn
Anna-Lena Frömming begann 2001 mit der koreanischen Kampfkunst Taekwondo. 2007 wurde sie in Budapest Vize-Europameisterin der Kadetten, 2009 erreichte sie mit einer Bronzemedaille bei den Jugendeuropameisterschaften in Trelleborg erneut eine Platzierung auf europäischer Ebene. 2011 wurde sie in Paphos Jugendeuropameisterin in der Gewichtsklasse bis 55 kg.
2012 gewann Frömming bei den Jugend-Weltmeisterschaften in Scharm El-Scheich eine Bronzemedaille in derselben Klasse. Sie erreichte bei den U21-Europameisterschaften 2013 in Chișinău und 2014 in Innsbruck zwei weitere Bronzemedaillen.
In der Seniorenklasse gewann sie bei den Taekwondo-Weltmeisterschaften 2013 in Puebla Bronze in der Gewichtsklasse bis 57 kg. 2015 nahm Frömming an den Europaspielen und an der Universiade teil. Auf Weltebene folgten 2015 in Mungyeong eine Silber- und 2019 in Wuhan eine Bronzemedaille bei den Militärweltspielen. 2017 nahm Frömming ein zweites Mal an der Universiade teil. Anschließend gewann sie 2018 Bronze bei den Militärweltmeisterschaften in Rio de Janeiro.
2016 nahm Frömming an dem europäischen Qualifikationsturnier für die Olympischen Spiele in Rio de Janeiro teil, wo sie einen dritten Platz erreichte und somit keinen Quotenplatz für den olympischen Wettbewerb qualifizieren konnte. Bei den 2021 durchgeführten Taekwondo-Weltmeisterschaften der Frauen in Riad gewann sie eine Bronzemedaille in der Klasse bis 62 kg. Aufgrund eines Mittelhandbruches musste Frömming 2023 einige Monate lang pausieren und erreichte im selben Jahr bei den Weltmeisterschaften in Baku einen 9. Platz. Auch nahm sie 2023 ein zweites Mal an den Europaspielen teil.

## Werdegang
Frömming studierte Psychologie.

## Ehrungen
2023: Nürnberger Sportlerin des Jahres